# برنیس

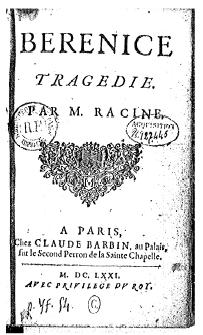

برنیس (به فرانسوی: Bérénice) هشتمین نمایشنامه از ۱۴ نمایشنامه نوشته شده توسط ژان راسین درام‌نویس فرانسوی است. دو نمایشنامه نوشته شده توسط وی گم شده‌اند. این نمایشنامه که در ۵ پرده نگاشته شده‌است، اولین بار در ۲۱ نوامبر ۱۶۷۰ اجرا شد. داستان این نمایش در مورد جدایی دردناک تیتوس امپراتور روم از معشوقه‌اش برنیس به دلایل سیاسی در اولین روزهای تاجگذاری، برخلاف قول ازدواج با وی است.